# Mustapha Filali
Mustapha Filali (arabe : مصطفى الفيلالي), né le 5 juillet 1921 à Nasrallah et mort le 20 janvier 2019 à Tunis, est un homme politique et syndicaliste tunisien.
Il est le premier à occuper le poste de ministre de l'Agriculture après l'indépendance de la Tunisie.

## Biographie
Il étudie au Collège Sadiki puis à la faculté des lettres de Paris, avant d'obtenir un poste de professeur de littérature arabe. Après son retour en Tunisie, il travaille comme professeur de littérature et de philosophie dans les écoles secondaires. Il est également actif dans l'Union générale tunisienne du travail (UGTT) où il contribue à l'élaboration du programme économique et social adopté par le Néo-Destour en novembre 1955 à Sfax.
L'UGTT est récompensée pour ses positions favorables à Habib Bourguiba, dans sa lutte contre Salah Ben Youssef, par l'attribution du portefeuille de ministre de l'Agriculture à Filali dans le gouvernement formé le 15 avril 1956 ; trois autres portefeuilles sont attribués à des syndicalistes : Lamine Chebbi à l'Éducation, Ezzeddine Abassi aux Travaux publics et Mahmoud Khiari aux Postes, Télégraphes et Téléphones. À son poste, Filali contribue à la dissolution des habous. Désigné par surprise, en octobre 1957, pour prendre le portefeuille de l'Information en remplacement d'Abdallah Farhat, il quitte le gouvernement le 30 décembre 1958.
Du 26 octobre 1971 au 31 octobre 1972, il est directeur du Parti socialiste destourien avant de laisser sa place à Ferjani Bel Haj Ammar.
Filali est également élu à l'assemblée constituante de 1956, comme représentant de la circonscription de Kairouan-Zlass, puis à l'Assemblée nationale en 1959 et 1964. Après la révolution de 2011, il siège à la Haute instance pour la réalisation des objectifs de la révolution, de la réforme politique et de la transition démocratique.
Au niveau international, Filali dirige le bureau maghrébin de l'Organisation internationale du travail basé en Algérie. Il est également membre du conseil d'administration du Centre d'études de l'unité arabe à Beyrouth.
Pressenti pour occuper le poste de chef du gouvernement dans le cadre du dialogue national, il décline l'offre le 13 décembre 2013.
Il meurt le 20 janvier 2019 à l'hôpital militaire de Tunis.

## Décorations
- Grand officier de l'Ordre tunisien de l'Indépendance (1966)[10] ;
- Commandeur (1968)[11] puis grand officier de l'Ordre de la République tunisienne (1972)[12] ;
- Médaille du président de la République algérienne (2013)[13].

## Publications
Il est auteur de plusieurs livres dont :
- (ar) الإسلام و النظام الاقتصادي الدولي الجديد [« L'Islam et le nouvel ordre économique international »]
- (ar) المغرب العربي الكبير: نداء المستقبل [« Maghreb : l'appel du futur »]
- (ar) موائد الانشراح [« Les Tables de l'Inchirah »][14]